# Jean-Baptiste van Loo
Pour les autres membres de la famille, voir Van Loo.
Jean-Baptiste van Loo, né le 11 janvier 1684 à Aix-en-Provence et mort le 19 décembre 1745 dans la même ville, est un peintre français né et élevé dans une dynastie de peintres d'origine néerlandaise.
Auteur de nombreux portraits, tableaux d'histoire et de cinq plafonds, il voyage en Italie et en Angleterre. Il est le frère de Charles André van Loo, dit Carle van Loo, qui est aussi son disciple. Au nombre de ses disciples, on compte Michel-François Dandré-Bardon et Jean Siméon Chardin. Jean-Baptiste van Loo rentre à Aix les dernières années de sa vie.

## Biographie

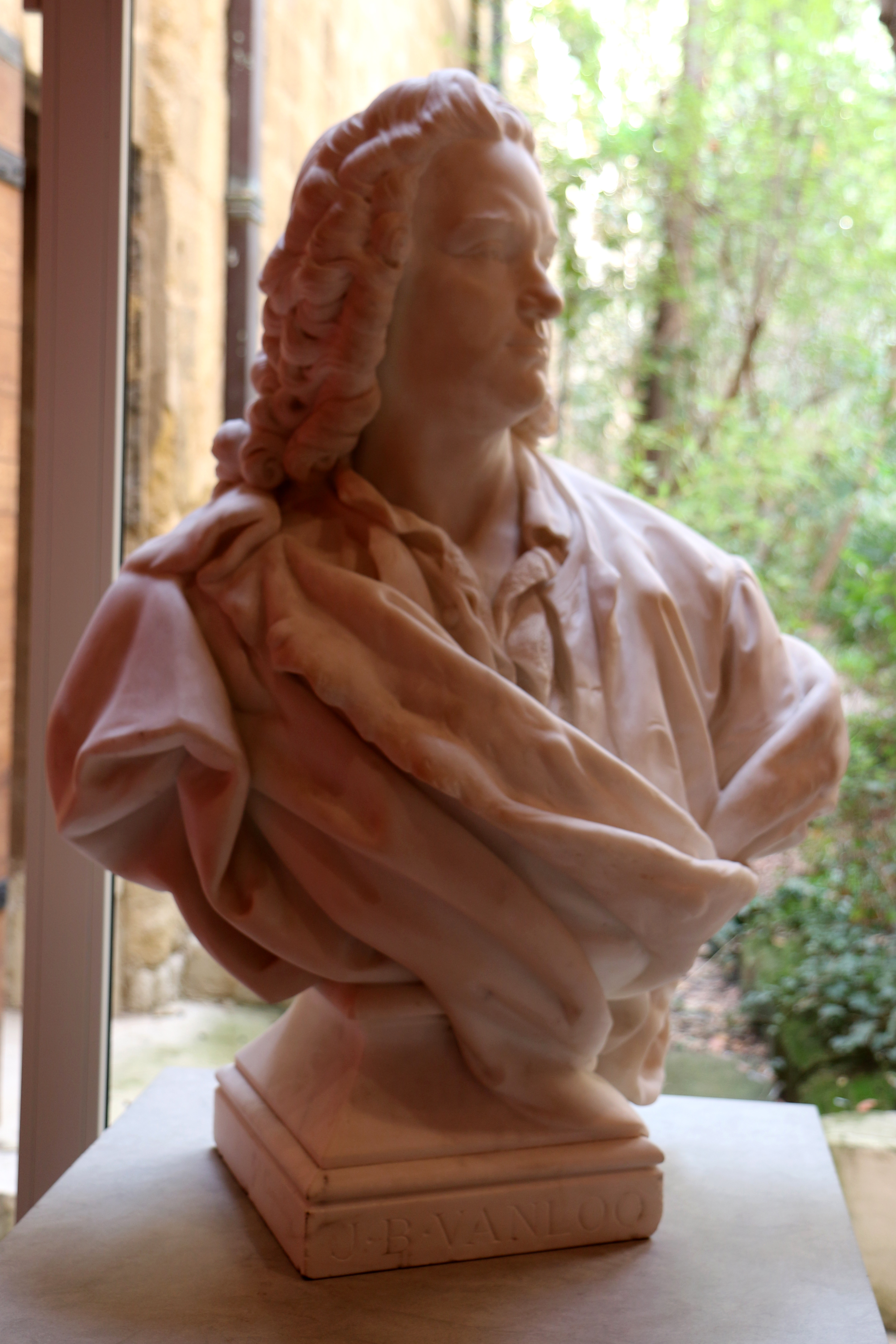
Buste de Jean-Baptiste van Loo par Gabriel-Marius Coquelin, musée Granet, Aix-en-Provence.

Pendant sa jeunesse à Aix, Grasse, Majorque et Nice, il est initié à la peinture par son père, Louis-Abraham van Loo, fils de Jacob van Loo. À Toulon en 1706-1707, il étudie les sculptures de Pierre Puget à l'arsenal. Il commence à y peindre quelques portraits et y épouse le 17 mai 1706 Marguerite Le Brun (ou Brun), fille d'un avocat toulonnais,. Lors de l'invasion de la ville par le duc de Savoie en 1707, van Loo émigre vers sa ville natale, où il peint deux plafonds au pavillon de Lenfant, qui représentent L'Assemblée des dieux et Apollon et les arts, et travaille pour plusieurs églises. L'amitié de Lenfant lui vaut d'être invité, sans doute en présence de son jeune frère Carle, à la cour de Monaco où il exécute plusieurs portraits de la famille d'Antoine Grimaldi.

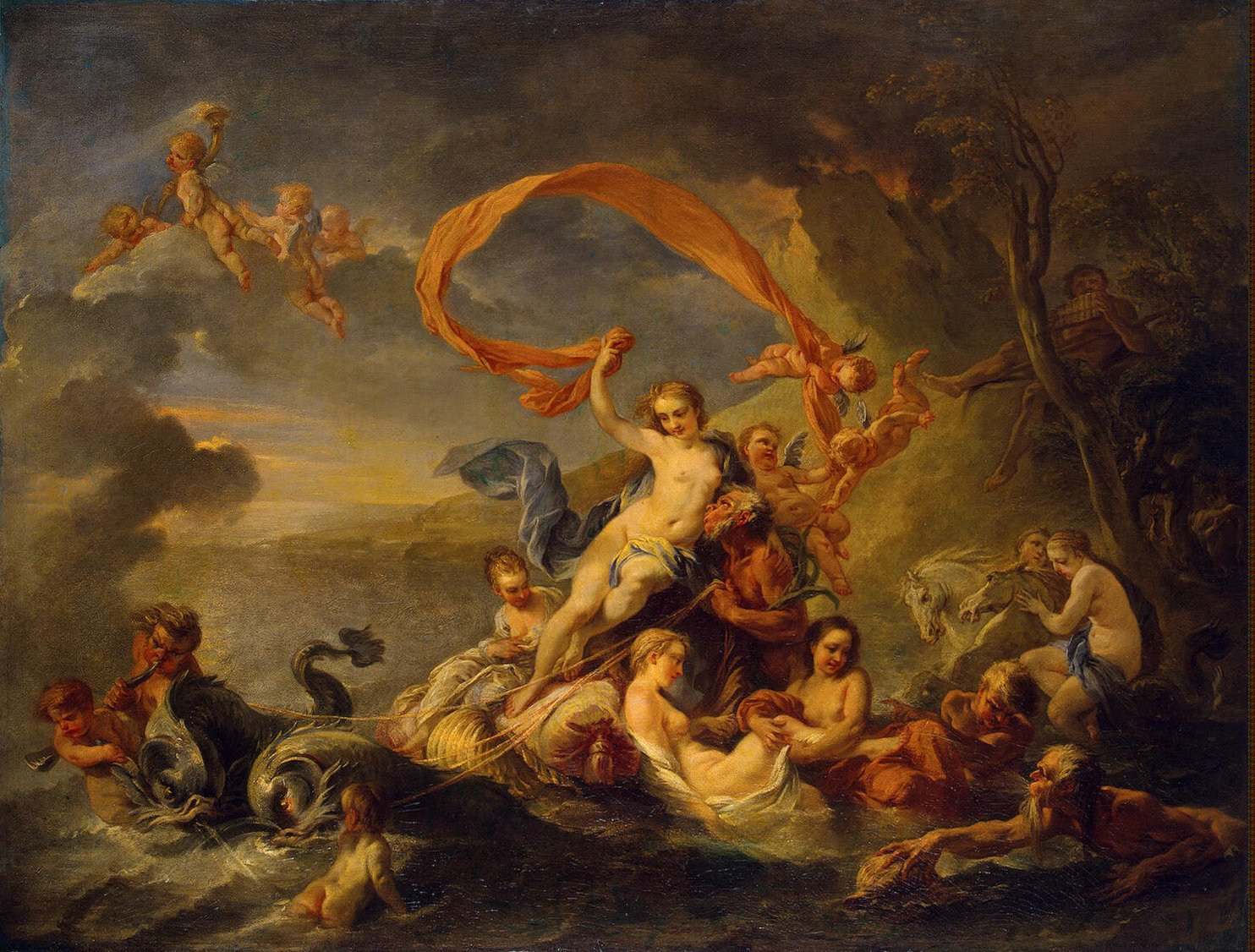
Le Triomphe de Galatée (1720), Saint-Pétersbourg, musée de l'Ermitage.

Il part en 1712 s'établir en Italie, à Gênes puis Turin en 1713, où il fait la connaissance du prince de Carignan, gendre de Victor-Amédée de Savoie, qui va devenir son protecteur et qui l'envoie à Rome de 1714 à 1718. 
À l'écart de l'Académie de France, Van Loo y fréquente les Cours de Benedetto Luti à la villa Médicis, copie l'Antique et laisse une Flagellation à l'église de Santa Maria in monticelli.
Après la fuite de Carignan à Paris, il décide de rentrer en France et s'arrête en 1719 à Turin, où il peint deux plafonds au château de Rivoli. De retour à Paris en 1720, la banqueroute de Law provoque sa ruine financière, l'obligeant à passer une longue période à peindre des portraits. Van Loo exécute aussi des scènes mythologiques et religieuses, un may pour Saint-Germain-des-Prés et le plafond de la salle des machines du Palais-Royal à Paris, pour le Régent. Agréé en 1722, il est finalement reçu à l'Académie le 23 février 1731 avec Diane et Endymion (Paris, musée du Louvre). Parmi ses nombreux travaux historiques, il participe à la restauration de la galerie François-Ier au palais de Fontainebleau.
En 1735, il décide de quitter Paris pour retourner en Provence. Mais, au bout d'un an, ayant appris que son fils, Louis-Michel van Loo est nommé à la place du premier peintre du roi d'Espagne, il retourne à Paris, puis passe plusieurs années à Londres entre 1738 et 1742, où il jouit d'une réputation exceptionnelle. Son retour en France est motivé par des raisons de santé. 
En octobre 1742, après être rentré à Paris, il part pour Aix dans l'espoir d'y retrouver une meilleure santé. Il restera dans sa ville natale jusqu'à sa mort, peignant de nombreux portraits. Il installe notamment un atelier au pavillon de Vendôme, dont il est un temps le propriétaire. Il meurt dans sa ville natale le 19 décembre 1745. On dit qu'il est mort le pinceau à la main.

## Famille
Jean-Baptiste van Loo a eu de sa femme Marguerite Le Brun six enfants, dont trois peintres :
- Louis-Michel van Loo (1707-1771), né à Toulon, premier peintre du roi d'Espagne à Madrid, mort à Paris[4]
- François van Loo (1708–1732), né à Aix-en-Provence, peintre, mort d'un accident à Turin
- Marie-Anne van Loo, née en 1711 à Aix-en-Provence, qui épousera le négociant lyonnais Antoine Berger
- Charles Amédée Philippe van Loo (1719–1795), né à Turin, premier peintre du roi de Prusse. Une de ses toiles, Un Ange présentant à Jésus enfant les instruments de la Passion, est conservée à l'église de la Madeleine à Aix-en-Provence[4]
- Claude van Loo, qui meurt encore adolescent à Londres, entre 1738 et 1742, où il avait accompagné son père
- Joseph Hippolyte van Loo, officier au service d'Espagne

## Collections publiques

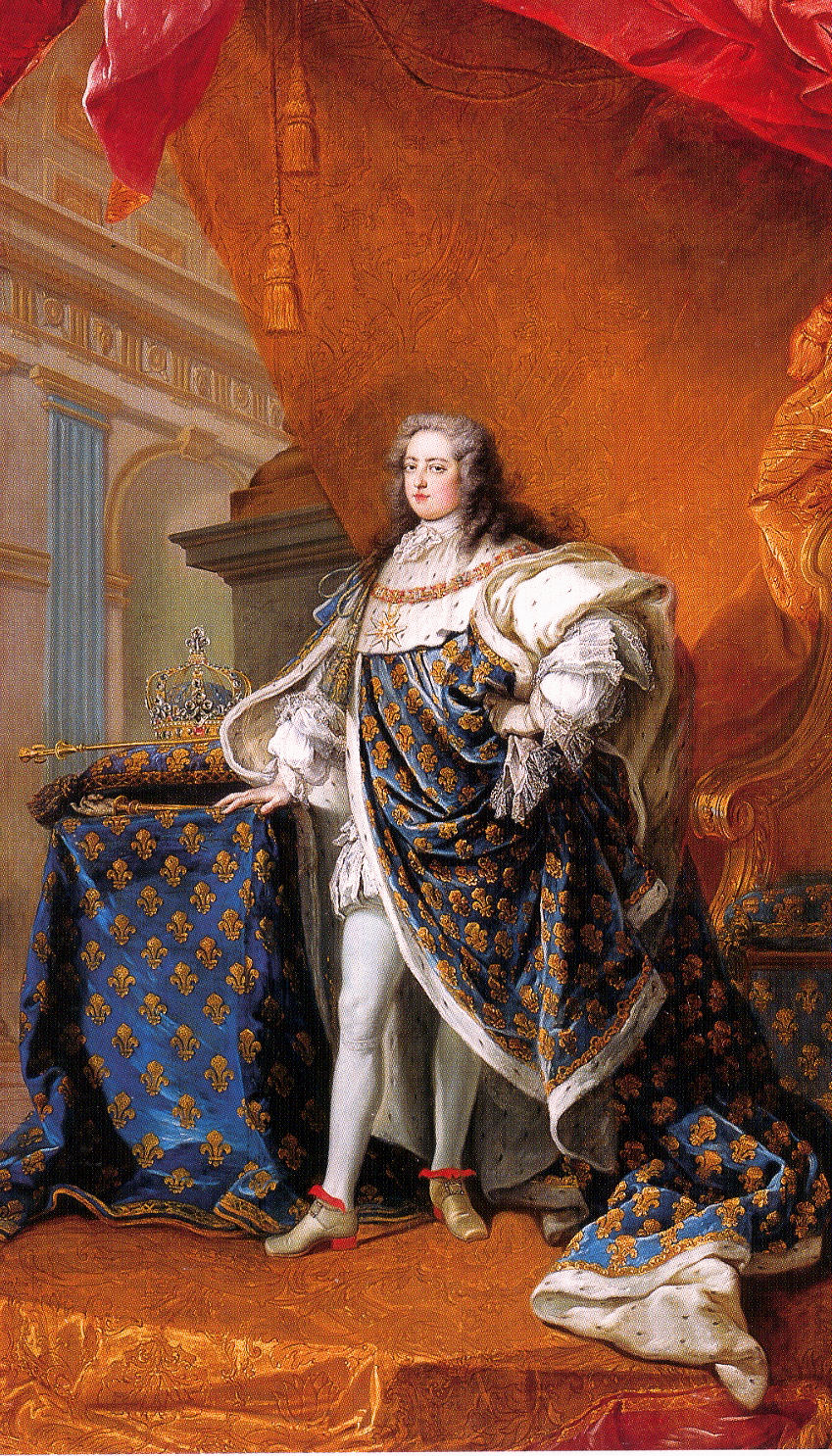
Portrait de Louis XV (vers 1728), château de Versailles.

### En France
- Aix-en-Provence, musée Granet
- Aix-en-Provence, pavillon de Vendôme
- Aix-en-Provence, musée des Tapisseries
- Aix-en-Provence, musée Arbaud
- Amiens, musée de Picardie
- Musée des beaux-arts d'Angers
- Musée des beaux-arts de Bordeaux : Auguste se fait prêter serment de fidélité par des princes barbares[7]
- Draguignan, musée municipal
- Musée de Grenoble
- Musée des beaux-arts de Lyon
- Primatiale Saint-Jean de Lyon
- Musée des beaux-arts de Nice
- Paris, musée du Louvre
- Paris, Beaux-Arts de Paris :
  - La Résurrection de Lazare, graphite, plume et encre brune, pinceau et lavis d'encre de Chine sur papier beige. H. 0,150 ; L. 0,210 m[8].  Ce dessin est vraisemblablement préparatoire au tableau représentant le même sujet, accroché avant 1900, dans l'église Sainte-Madeleine de Verneuil-sur-Avre[9].
- Musée des beaux-arts de Pau
- Château de Rivoli
- Saint-Lô, musée des beaux-arts
- Tarascon, Église Sainte-Marthe: Sainte Marthe domptant la Tarasque (1730)
- musée d'art de Toulon : Le Bain de Diane
- Château de Versailles
- Musée des Beaux-Arts et d'Archéologie Joseph-Déchelette, Roanne : Portrait du Roi Louis XV, adolescent, vers 1725

### Aux États-Unis
- New York Historical Society

### En Italie
- Rome, église Santa Maria in Monticelli
- Turin, palais royal

### À Monaco
- Palais de Monaco

### Au Royaume-Uni
- Londres, National Portrait Gallery
- Londres, Royal Collection

### En Russie
- Saint-Pétersbourg, musée de l'Ermitage :
  - Le triomphe de Galatée, cette divinité de la mer joue les souffles marins qui soulèvent ses voiles tandis que des tritons l'emmènent loin de Polyphène qui joue de la flûte de Pan dans l'angle supérieur du tableau[10].

## Galerie

Œuvres de Jean-Baptiste van Loo
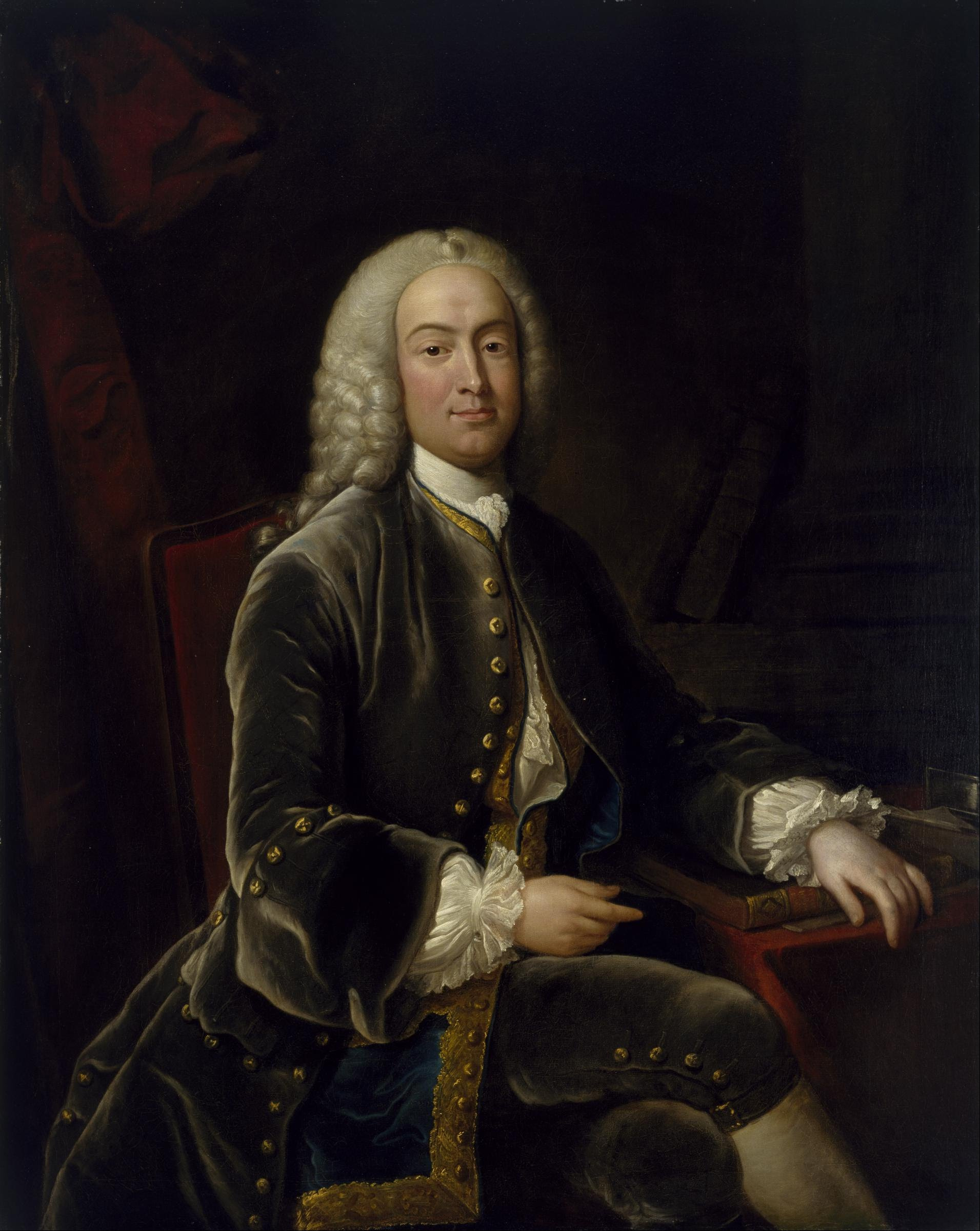
William Murray, premier comte de Mansfield, musée des beaux-arts de Houston.
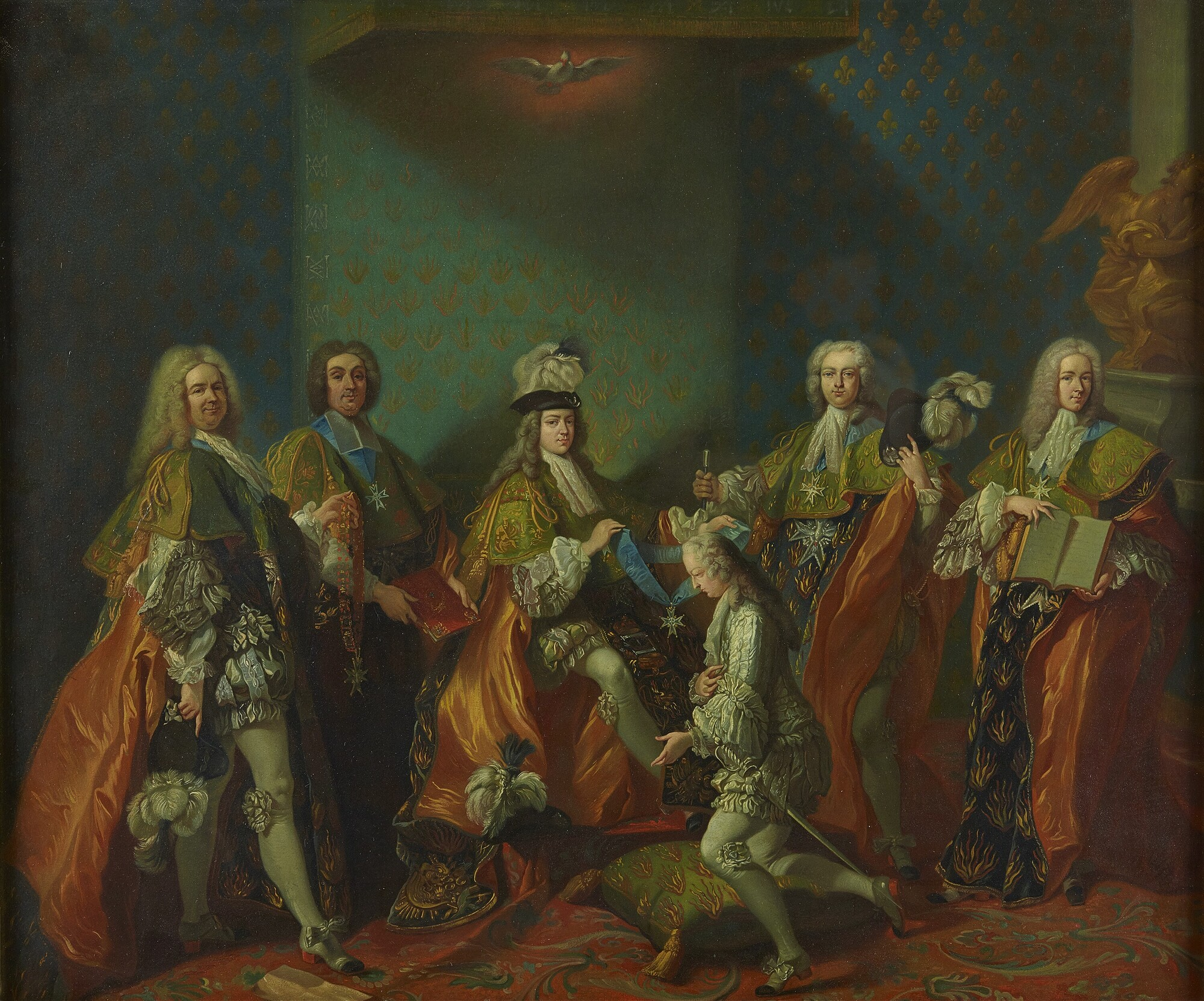
Louis XV remettant le cordon de l'ordre du Saint-Esprit au comte de Clermont dans la chapelle de Versailles, 3 juin 1724, château de Versailles.
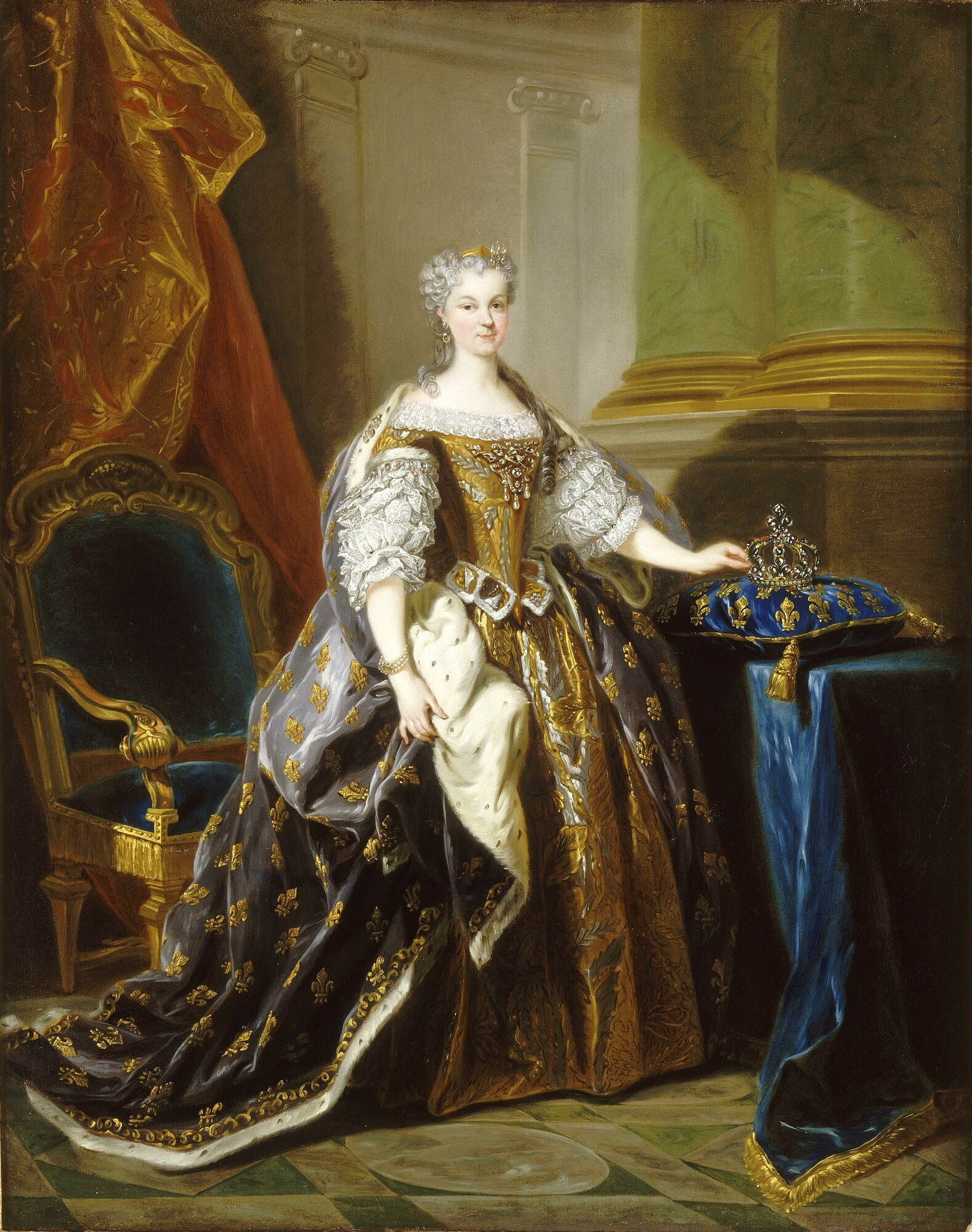
Portrait de Marie Leszczyńska (vers 1725), château de Versailles.
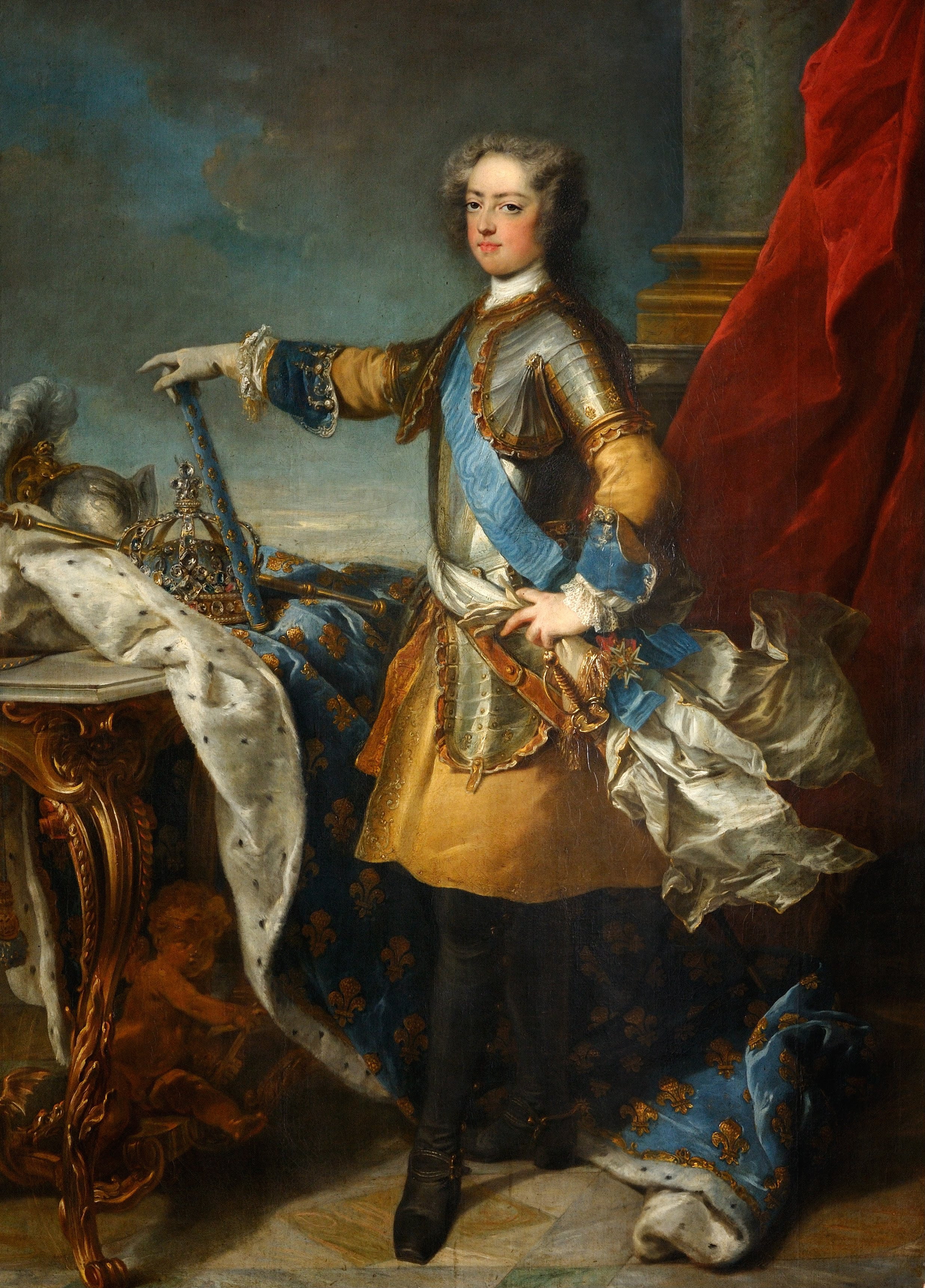
Louis XV, roi de France et de Navarre (vers 1723), château de Versailles.
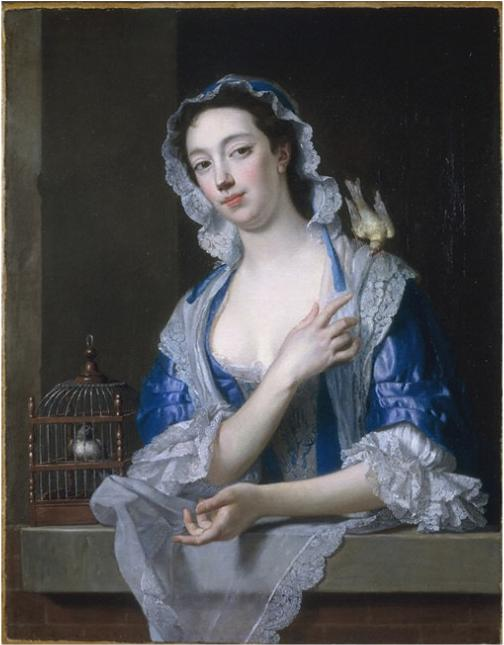
Margaret Woffington, actrice (vers 1738), Londres, Victoria and Albert Museum.
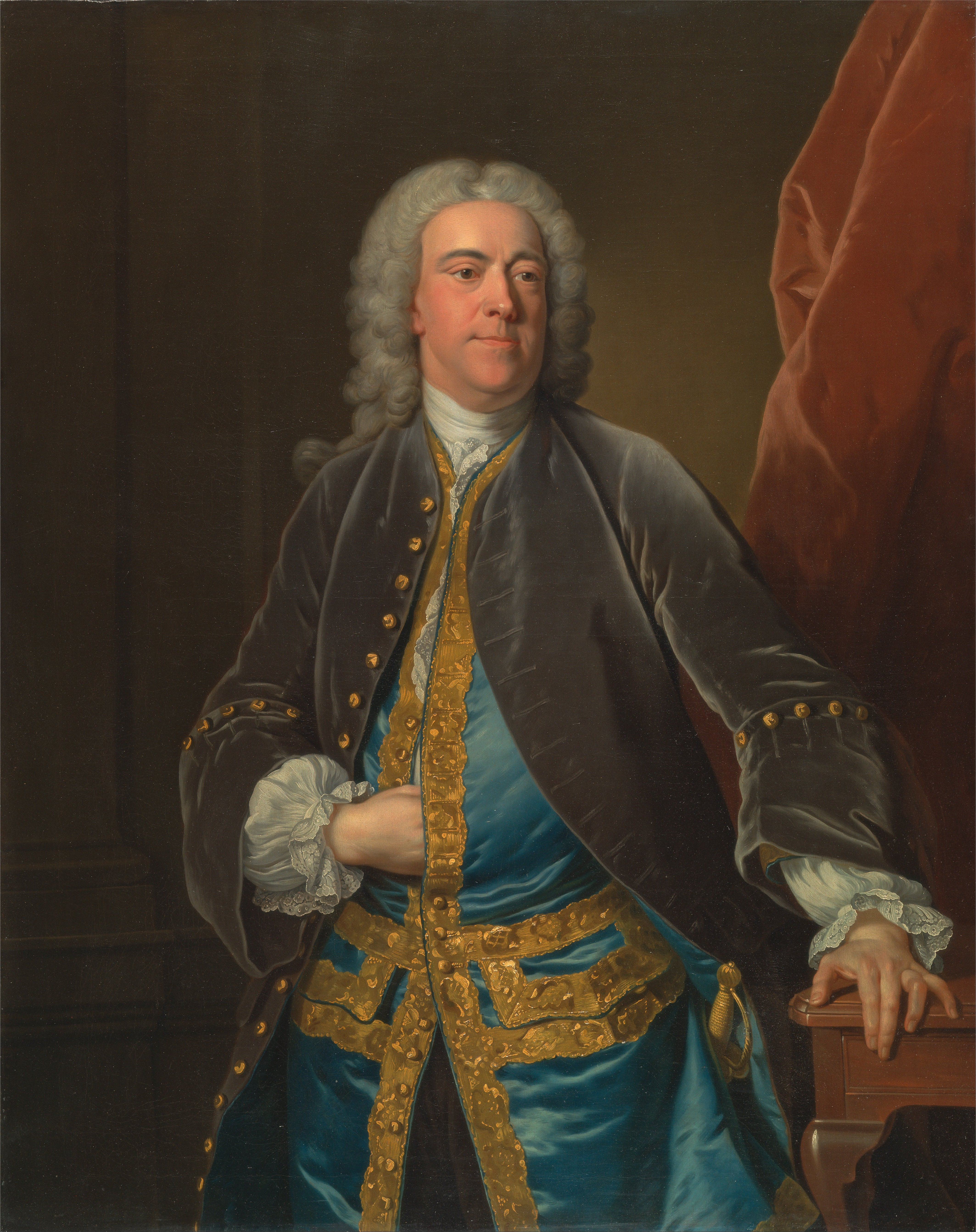
William Stephen Poyntz, New Haven, Centre d'art britannique de Yale.
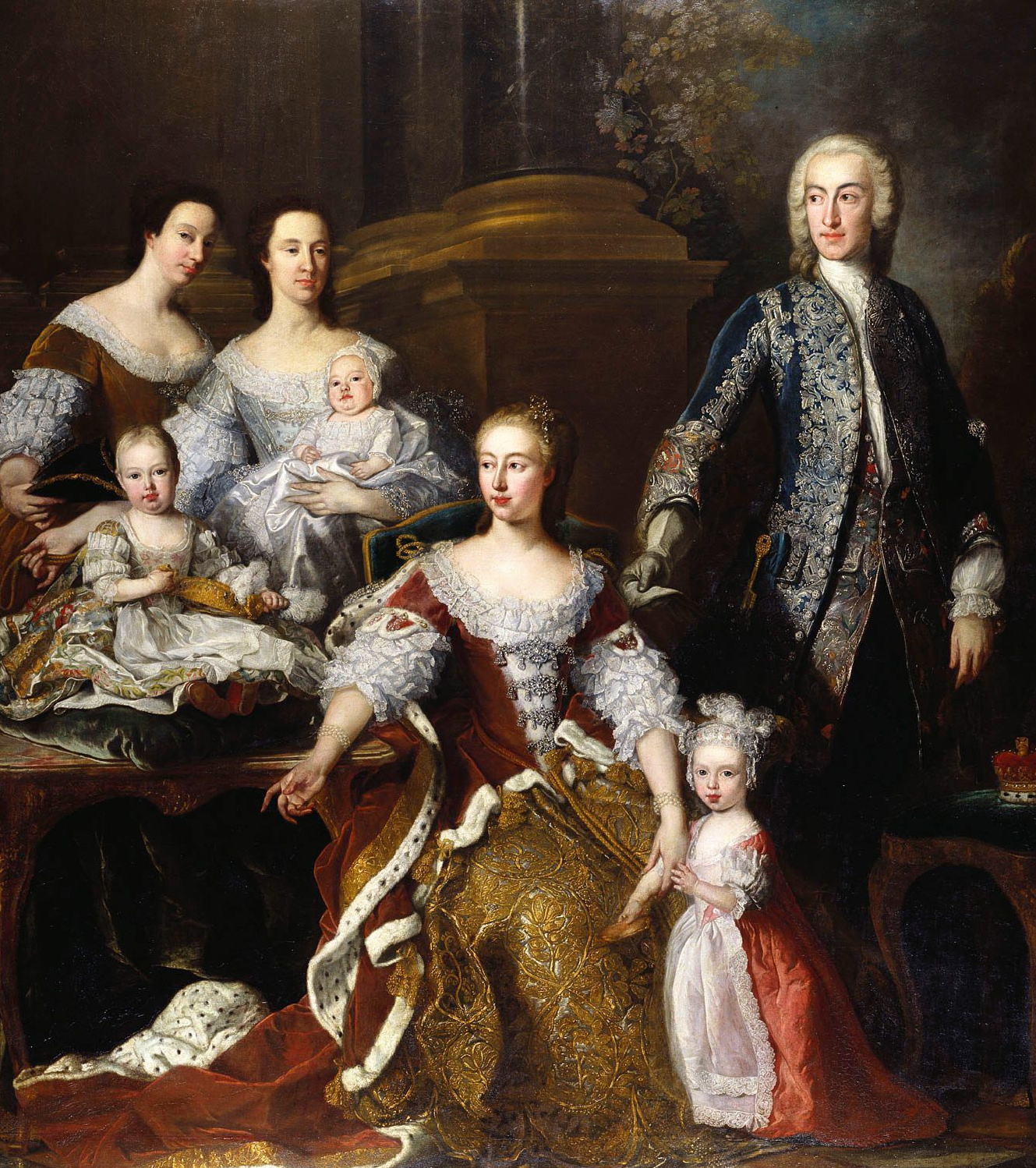
Augusta de Saxe-Gotha, princesse de Galles, avec sa famille et ses domestiques (1739), Royal Collection.
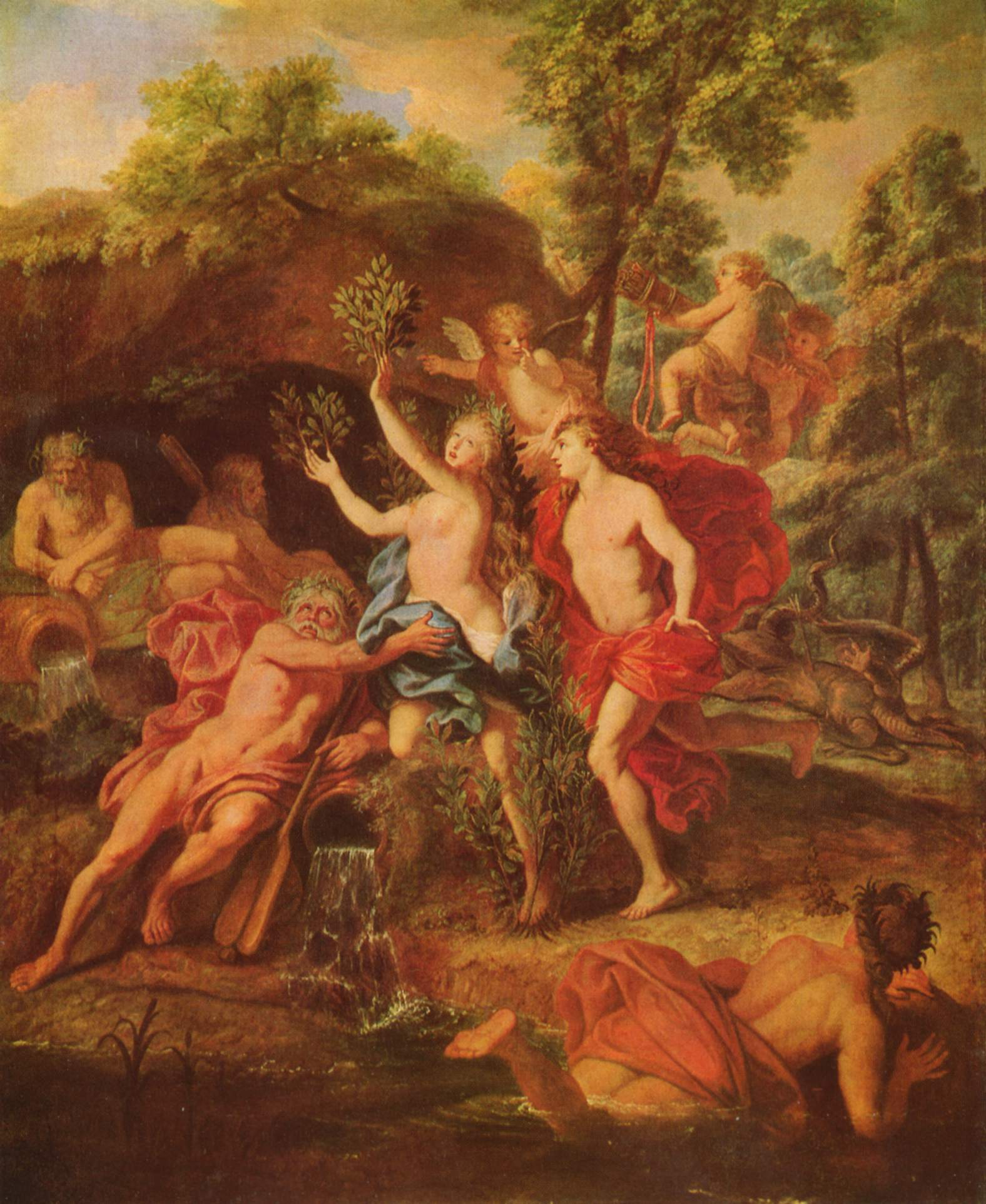
Apollon et Daphnée (made by Guy Vernansal I (1648-1729), musée des beaux-arts de Budapest.

## Élèves
- Claude Arnulphy
- Charles Marcel Aune
- Jean Siméon Chardin
- Michel-François Dandré-Bardon
- Françoise Duparc
- John Giles Eccardt
- Nicolas-Blaise Lesueur
- Carle van Loo
- Louis-Michel van Loo
- Pierre Charles Trémolières